# Inge Kaul
Ingeborg Annelies Kaul (* 18. August 1944 in Wiesbaden; † 21. Januar 2023 in Berlin) war eine deutsche Soziologin und außerordentliche Professorin an der Hertie School of Governance in Berlin und beriet verschiedene staatliche, multilaterale und gemeinnützige Organisationen zu politischen Möglichkeiten der Bewältigung globaler Herausforderungen.

## Leben
Inge Kaul studierte von 1964 bis 1969 Sozialwissenschaften an der Johann Wolfgang Goethe-Universität Frankfurt am Main und erwarb einen Master of Arts Sociology, Economic & Statistics im Reproductive and Child Health Programme (Rch) in Bihar, Indien. Von 1970 bis 1972 absolvierte sie ein Doktoratsstudium an der Universität Konstanz.
Sie war die erste Direktorin des Büros für den Bericht über die menschliche Entwicklung des Entwicklungsprogramms der Vereinten Nationen. Diese Position hatte sie von 1989 bis 1994 inne und leitete mit Mahbub ul Haq das Team, das am Bericht für menschliche Entwicklung arbeitete. Anschließend war sie von 1995 bis 2005 Direktorin des Büros für Entwicklungsstudien des Entwicklungsprogramms der Vereinten Nationen.
Kaul war auf Globale öffentliche Güter spezialisiert, wobei sich ein Großteil ihrer Arbeit mit der Finanzierung der internationalen Zusammenarbeit, öffentlich-private Partnerschaften, Global Governance, Diplomatie in globalen Fragen und der Reform der Vereinten Nationen befasst. Sie war Autorin von Publikationen über internationale öffentliche Wirtschaft und Finanzen und war Herausgeberin mehrerer Bücher. Zudem war sie seit dem Jahr 2000 redaktionelle Beirätin des Global Governance Journal. Sie war Mitglied in zahlreichen Vorständen, Ausschüssen und Kommissionen.
Sie war seit 1987 verheiratet mit dem US-amerikanischen Diplomaten Edward Hurwitz. Inge Kaul starb im Januar 2023 im Alter von 78 Jahren an den Folgen einer Krebserkrankung.

## Mitgliedschaften (Auswahl)
- Kuratorium, Deutsches Institut für Entwicklungspolitik (seit 2014)
- Beirat, International Cooperation Council (seit 2015)
- Beirat, Journal of Global Policy (seit 2009)
- Beratungsgruppe für technische Hilfe und Organisation, Internationale Atomenergie-Organisation (2008–2011)
- Präsidiumsmitglied, Deutsche Gesellschaft für die Vereinten Nationen (seit 2008)
- Expertengruppe zur Finanzierung Internationaler Kooperationen (2009–2012)
- Präsidiumsmitglied, Global Development Network (2000–2005)
- Präsidiumsmitglied, Economists for Peace and Security (2000–2005)
- GR:EEN (Global Re-Ordering: Evolution through European Networks) (2011–2014)
- Wissenschaftlicher Beirat, Internationales Netzwerk für Wirtschaftsforschung (seit 2003)

## Veröffentlichungen (Auswahl)

### Als Herausgeberin
- mit Mahbub ul Haq, Isabelle Grunberg: The Tobin Tax. Coping with Financial Volatility. Oxford University Press, 1995, ISBN 978-0-19-511181-1.
- mit Katell le Goulven et al.: Global Public Goods. International Cooperation in the 21st Century. Oxford University Press, 1999, ISBN 978-0-19-513052-2.
- mit Pedro Conceição et al.: Providing Global Public Goods. Managing Globalization. Oxford University Press, 2003, ISBN 978-0-19-515741-3.
- mit Pedro Conceição: The New Public Finance. Responding to Global Challenges. Oxford University Press, 2006, ISBN 978-0-19-517996-5.
- Global Public Goods. Edward Elgar Publishing, Cheltenham 2016, ISBN 978-1-78347-299-4.

### Ausgewählte gemeinsame Berichte
- Human Development Report, Oxford University Press, UNDP, 1990–1994.
- Globalizing Solidarity: The Case of Financial Levies, Report of the Committee of Experts to the Task Force on International Financial Transactions and Development. Leading Group on Innovative Financing: Paris, French Ministry of Foreign and European Affairs, 2010.